# Кишнёв, Сергей Леонидович
Сергей Леонидович Кишнёв (род. 1 ноября 1956) — российский шахматист, гроссмейстер (1996).
Окончил в 1979 году шахматное отделение Государственного института физкультуры (ГЦОЛИФК). После получения диплома работал преподавателем на кафедре шахмат РГАФК вместе с Николаем Крогиусом, Яковом Эстриным, Борисом Злотником, Виктором Малкиным.
6 февраля 2017 года принял участие в торжественных мероприятиях и получил памятную награду университета РГАФК по случаю 50-летия первой в СССР вузовской шахматной специализации.
Неоднократный участник Кубков европейских клубов. Чемпион Бельгии 1998/99 и 1999/2000 в команде, бронзовый призёр клубного чемпионата Бельгии 2003/04 в составе клуба «Рохаде» В составе московского СКИФа разделил 9—10-е места на командном чемпионате СССР 1988 года в Набережных Челнах. Разделил 8—10-е места в полуфинале личного чемпионата СССР 1984 года в Барнауле, участвовал в отборочном турнире 1988 года там же.

## Изменения рейтинга
| Графики недоступны из-за технических проблем. См. информацию на Фабрикаторе и на mediawiki.org. |